# Beim Lindmaier

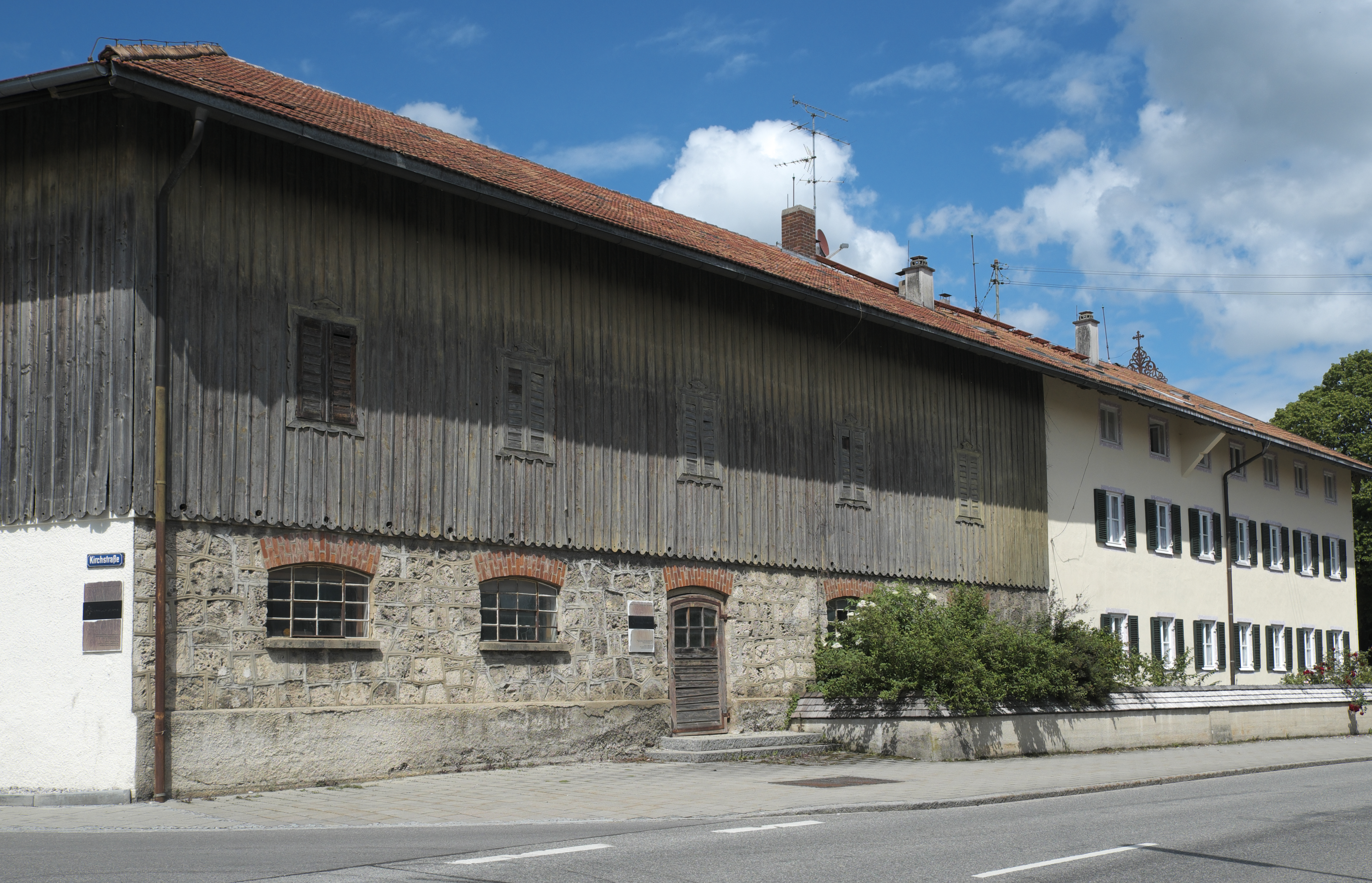
Wohnstallhaus Beim Lindmaier

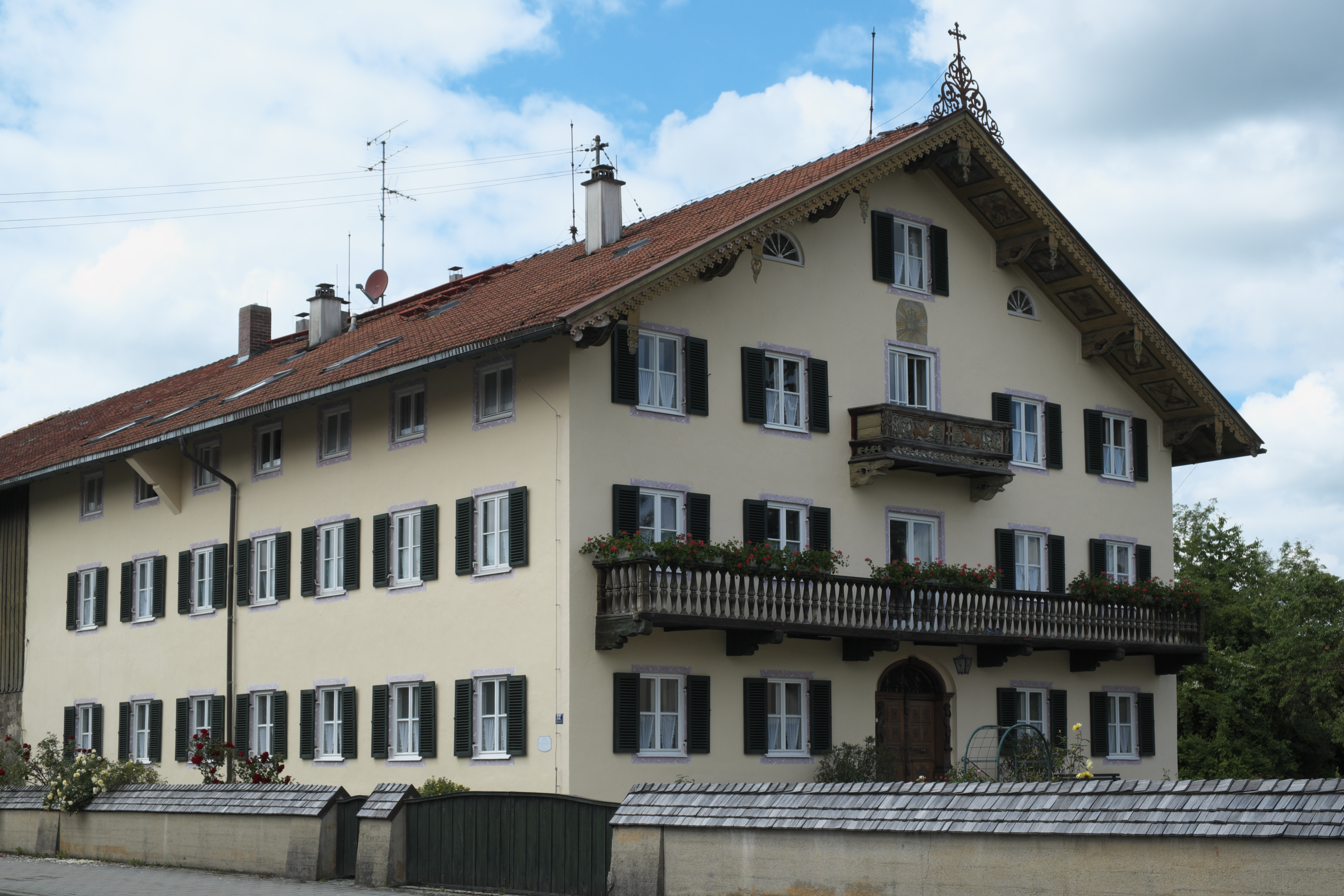
Wohnhaus mit Balkonen

Beim Lindmaier ist ein Einfirsthof in Sauerlach, einer Gemeinde im oberbayerischen Landkreis München, der 1842 errichtet wurde. Das Wohnstallhaus an der Wolfratshausener Straße 12 ist ein geschütztes Baudenkmal.
Der verputzte zweigeschossige Satteldachbau mit ausgebautem Kniestock besitzt bemalte Giebelbalkone mit Balustern. Die geschnitzte Haustür ist vom Barock beeinflusst.

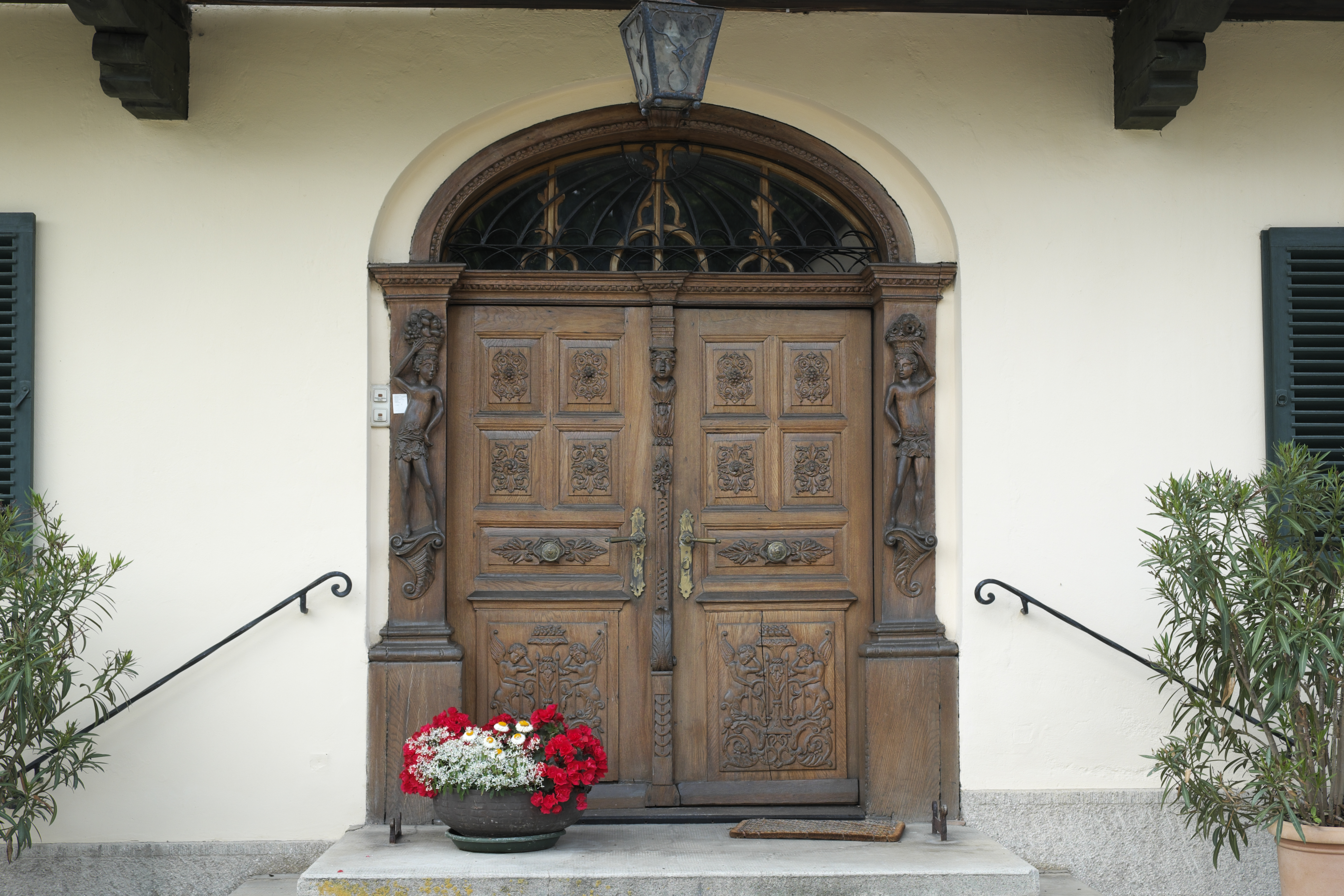
Geschnitzte Haustür
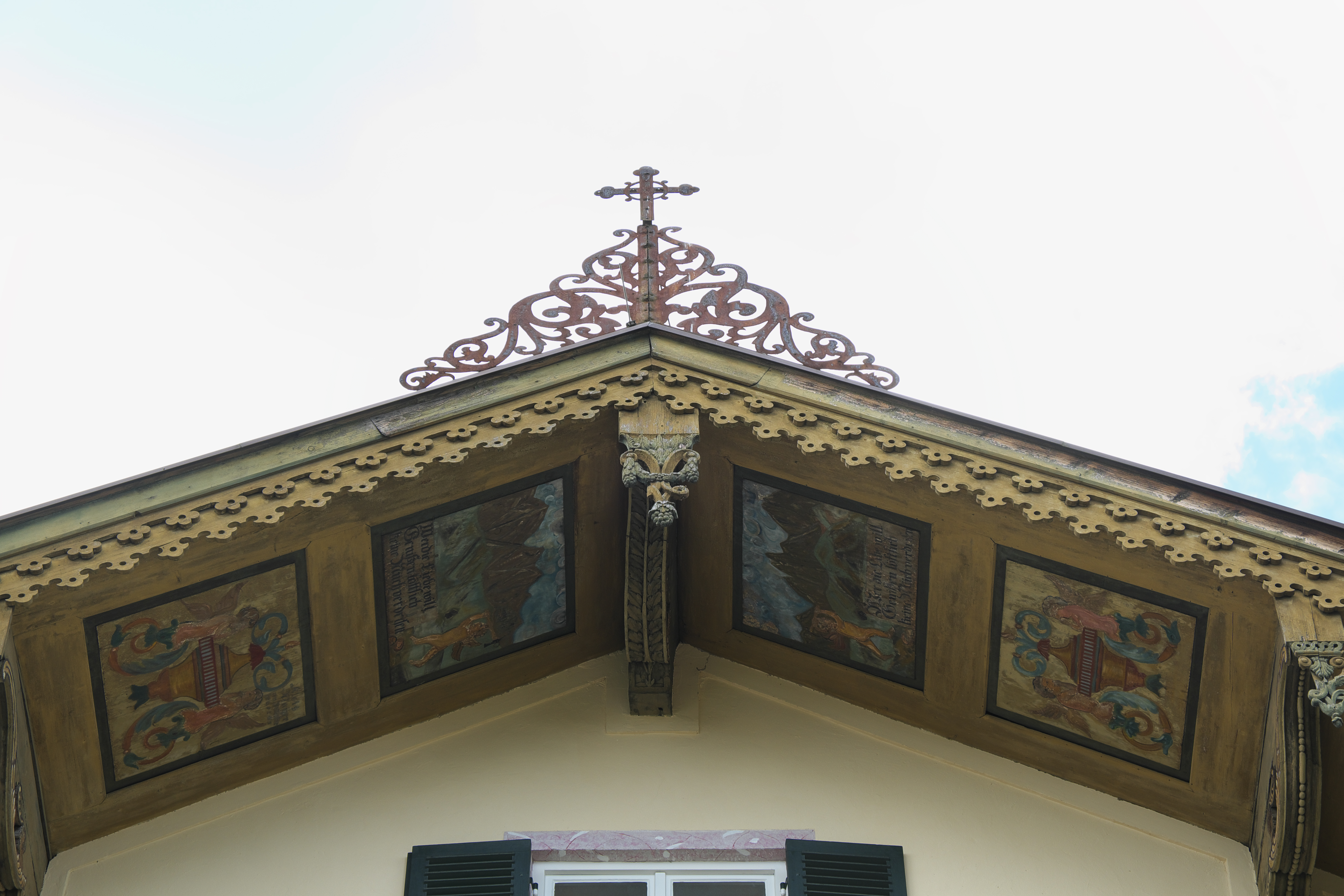
Dachfirst
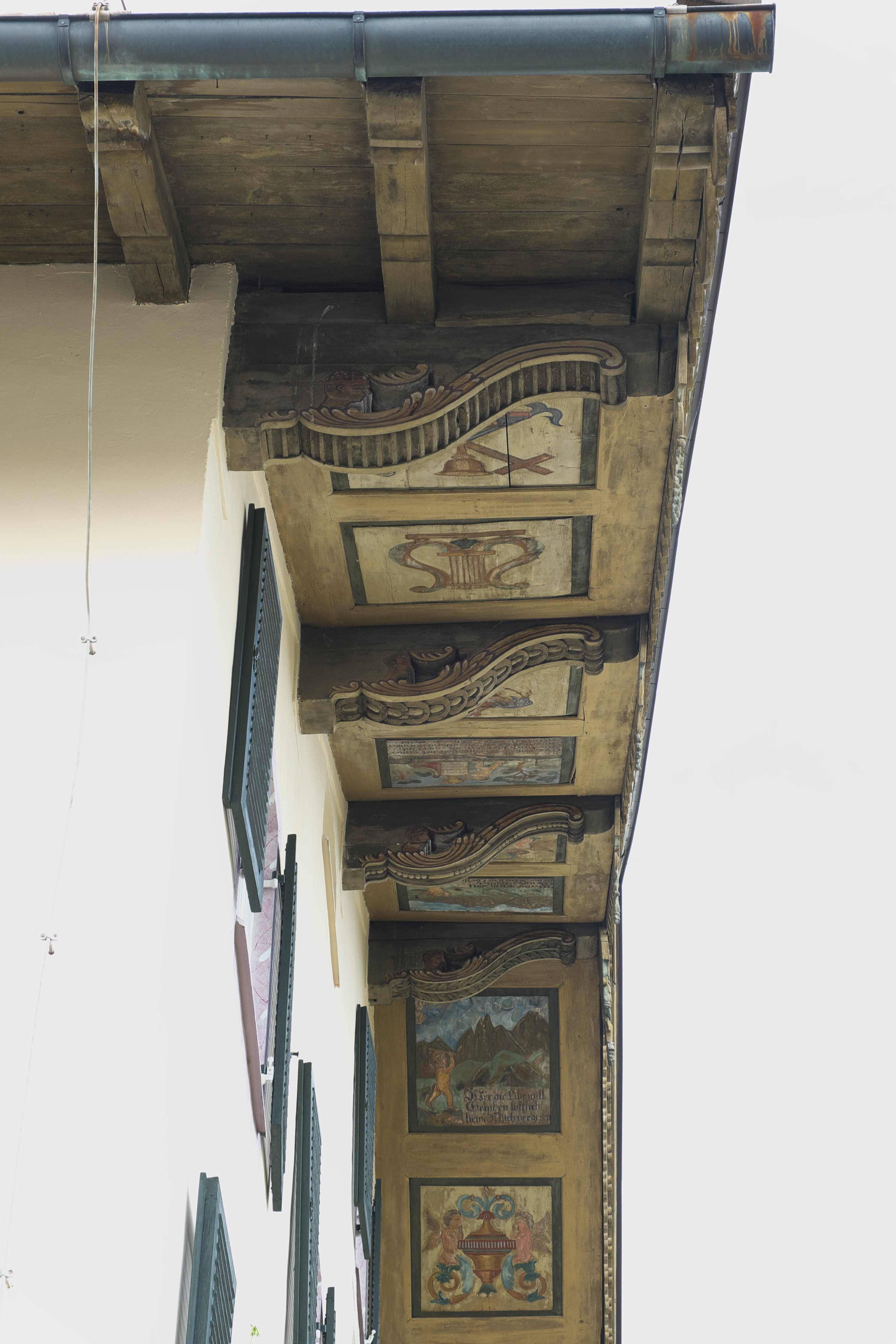
Bemalung
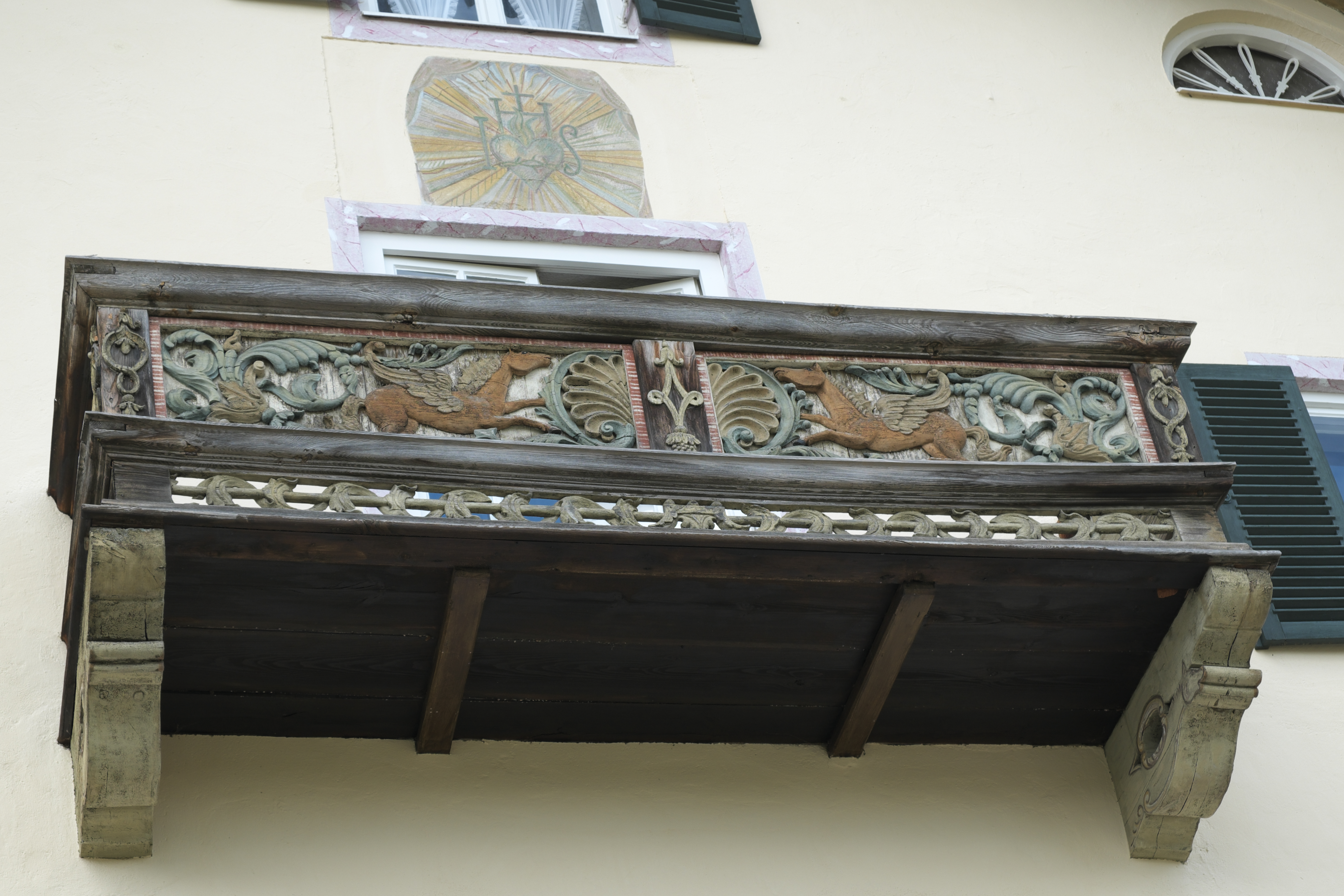
Balkon